# Enrique Bernoldi
Enrique Antônio Langue de Silvério e Bernoldi, född 19 oktober 1978 i Curitiba, är en brasiliansk racerförare.

## Racingkarriär
Bernoldi började köra karting som nioåring och vann ett antal regionala och nationella titlar innan han som 17-åring flyttade till Europa för att prova på racing. Han tävlade först i italienska Formel Alfa-Boxer och därefter i europeiska Formel Renault där han omedelbart blev framgångsrik. 1996 vann Bernoldi nio Formel Renault-lopp och tog mästerskapstiteln. Detta ledde honom till Brittiska F3-mästerskapet 1997-1998. Året därefter körde Bernoldi formel 3000 och var även testförare för formel 1-stallet Sauber.
Något förarkontrakt blev det dock inte hos Sauber. 2001 lyckades han med hjälp av pengar från Red Bull att köpa en plats i Arrows, där han gjorde ett hyfsat jobb under den första men inte under den andra säsongen. Bernoldi fick sparken från Arrows och gick istället över till racing i World Series by Nissan. I mitten av 2004 återvände han till formel 1, men då som testförare i British American Racing. Därefter provade han på Champ Car och 2007 körde han stock-car i Brasilien. Han var på väg tillbaka till Champ Car och skulle säsongen 2008 kört för Rocketsports Racing. När Champ Car gick upp i IndyCar Series drog sig Rocketsports ur. Bernoldi tävlade istället för Conquest Racing i serien under 2008, men nådde bara en plats bland de tio bästa.

## F1-karriär
| Säsong | Stall/Tillverkare | Poäng | Placering |
| ------ | ----------------- | ----- | --------- |
| 2001   | Arrows-Asiatech   | 0     | –         |
| 2002   | Arrows-Cosworth   | 0     | –         |